# 이삭여뀌
이삭여뀌는 한반도 각처의 산이나 들에 나는 마디풀과의 여러해살이풀이다.

## 생태
높이 50~80cm이다. 전체에 거친 털이 펴져 나고, 마디가 굵다. 잎은 어긋나며 타원형, 긴 타원형, 도란형, 난형으로 길이 7~15cm이다. 가장자리는 밋밋하고, 양 면에 털이 있으며, 표면에 검은색 반점, 잎자루는 짧다. 턱잎은 원통형이며 가장자리에 수염털이 있다. 꽃은 줄기 끝에 달리는, 길이 20~40cm의 이삭꽃차례이며 꽃이 드문드문 달리고, 적색이다. 꽃받침은 4장, 수술 5개, 씨방은 나상 원형, 암술대 2개이다. 열매는 수과, 9~10월경에 맺고 길이 0.2cm로 납작한 난형으로 암갈색이며, 꽃받침에 싸여 있다.

## 관리 및 번식법
관리법 : 반그늘이고 바람이 잘 통하는 화단에 심는다.
번식법 : 10월에 받은 종자를 저장 후 이듬해 봄 화단에 뿌리거나 새싹이 올라올 때 뿌리부분을 여러 개로 나누어 심는다.